# Canon EF 11-24mm f/4L USM
El Canon EF 11-24mm f/4L USM és un objectiu zoom i gran angular de la sèrie L amb muntura Canon EF.
Aquest, va ser anunciat per Canon el 6 de febrer de 2015, amb un preu de venta suggerit de 2.599€.
Aquest objectiu s'utilitza sobretot per fotografia de paisatge i arquitectura.
El 2015, aquest objectiu va guanyar el premi de Technical Image Press Association (TIPA) com a millor objectiu professional per a càmeres rèflex.
El 2016, aquest objectiu va guanyar el premi de International Design Awards com a millor disseny d'objectiu intercanviable.

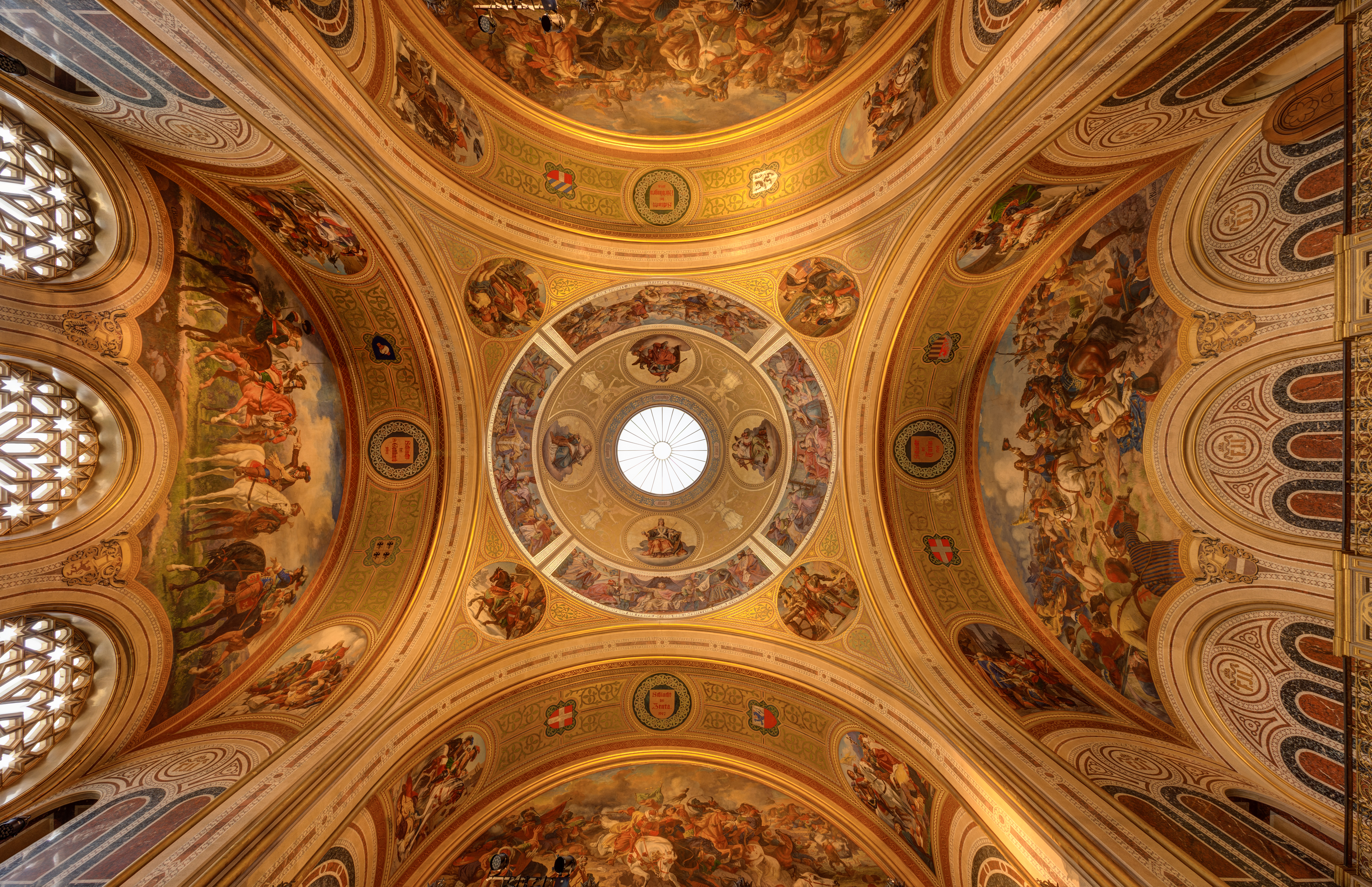
Església fotografiada a 11mm amb el Canon EF 11-24mm f/4L USM

## Característiques
Les seves característiques més destacades són:
- Distància focal: 11-24mm
- Obertura: f/4 - 22
- Motor d'enfocament: USM (Motor d'enfocament ultrasònic, ràpid i silenciós)
- Distància mínima d'enfocament: 28cm
- Distorisió òptica a 11mm de -4,46% (tipus barril) i a 24mm de -0,039% (tipus barril)[6]
- Entre f/5.6 i f/11 és on l'objectiu menys ombreja les cantonades[6]
- A 11mm i entre f/4 i f/5.6, i a 24mm i entre f/4 i f/8, és on l'objectiu dona la millor qualitat òptica[6]

## Construcció[7]
- La muntura, l'anell de zoom i l'interior són metàl·lics.
- El diafragma consta de 9 fulles, i les 16 lents de l'objectiu estan distribuïdes en 11 grups.
- Consta de quatre elements asfèrics, dues lents d'ultra baixa dispersió, una lent de molt baixa dispersió i un recobriment de fluor.

## Accessoris compatibles[8]
- Tapa 11-24mm
- Filtres de gel a mida
- Tapa posterior E
- Funda LP1424
- Tub d'extensió EF 12 II

## Objectius similars amb muntura Canon EF
- Sigma 12-24mm f/4.5-5.6 EX DG Aspherical HSM[9]
- Sigma 12-24mm f/4.5-5.6 II DG HSM[10]